# Johan Nilsson Guiomar
Johan Nilsson Guiomar, född 15 mars 1985, är en svensk fotbollsspelare.
Nilsson Guiomars moderklubb är Eriksfälts FF. Han kom till Malmö FF som 13–14-åring. Spelar som back och kan spela på såväl höger- som innerbacksplatsen. Efter en tid som utlånad till Mjällby AIF kom han till den norska klubben Kongsvinger IL inför 2007 års säsong. Innan säsongen 2010 gick Nilsson Guiomar till Trelleborgs FF som då spelade i allsvenskan.